# قلعة بانياس
قلعة بانياس تقع إلى الشمال من بانياس على تل شاهق شديد الانحدار من جهاته الثلاث وترتفع 816 متراً عن سطح البحر بناها العرب في عهد الاتابك الدمشقي.
تمتد القلعة نحو 550 متراً وبعرض لا يتجاوز 30 متراً تأخذ شكل حرف 8 ضيقة من الرأس القلعة مبنية من الحجر الكلسي الأبيض بسماكة أربعة أمتار ومزودة بأربعة عشر برجا للمراقبة والدفاع عن القلعة والمنطقة المجاورة تحتوي على خزان كبير للمياه.